# Кілієнь (Васлуй)
Кілієнь, Кілієні (рум. Chilieni) — село у повіті Васлуй в Румунії. Входить до складу комуни Короєшть.
Село розташоване на відстані 234 км на північний схід від Бухареста, 41 км на південний захід від Васлуя, 94 км на південь від Ясс, 106 км на північний захід від Галаца.

## Населення
За даними перепису населення 2002 року у селі проживали 296 осіб, усі — румуни. Усі жителі села рідною мовою назвали румунську.